# Уэст-Фаю
Вест-Фаю (англ. West Fayu) — атолл в Тихом океане в архипелаге Каролинские острова. Является частью Федеративных Штатов Микронезии и административно входит в состав штата Яп.

## География

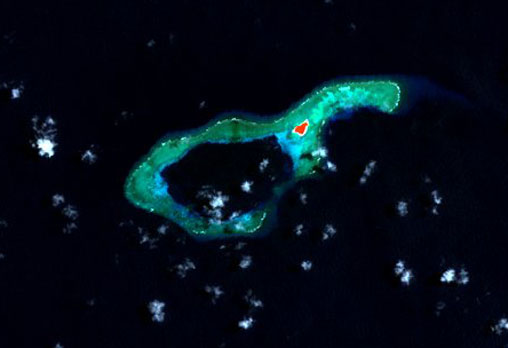
Вид из космоса

Вест-Фаю расположен в 71 км к северо-востоку от острова Ламотрек и в 82 км к северо-западу от острова Сатавал. Находится на западном конце гребневидного образования, тянущегося в западном направлении на протяжении 180 км от банки Грей-Фетер. Ближайший материк, Азия, расположен в 3400 км.
Вест-Фаю представляет собой небольшой атолл, длина которого составляет 6 км. Окружён коралловым рифом. Лагуна отсутствует. Площадь острова составляет 0,6 км². Растительность типичная для других атоллов Тихого океана. Гнездится большое количество морских птиц, на побережье — откладывают яйца морские черепахи.
Климат на Вест-Фаю влажный тропический. Случаются разрушительные циклоны.

## Население
Остров необитаем.